# Кубок мира по горному бегу 1993
9-й Кубок мира по горному бегу прошёл 5 сентября 1993 года в городе Гап, административном центре департамента Верхние Альпы (Франция). Участники соревновались в дисциплине горного бега «вверх-вниз». Разыгрывались 6 комплектов наград: по три в индивидуальном и командном первенствах (мужчины, женщины и юниоры до 20 лет). Среди юниоров могли выступать спортсмены 1974 года рождения и моложе.
Место проведения соревнований было выбрано ещё в 1991 году — им стал другой французский город Сен-Жерве-ле-Бен. Однако за следующие два года турнир несколько раз оказывался под угрозой отмены. В 1992 году перед началом предыдущего Кубка мира в Италии было проведено совещание Международного комитета по горному бегу, на котором делегат из Франции сообщил, что в 1993 году они собираются провести только один мужской забег. Данное заявление вызвало продолжительные споры, одним из главных вопросов был профиль предстоящей трассы. В результате технический комитет принял решение отказаться от забега «вверх», чем были крайне недовольны представители Германии, Австрии и Швейцарии: на таких условиях они были готовы отказаться от участия в состязаниях. Общий консенсус участников был и вовсе за полную отмену турнира в 1993 году. В этих условиях после непродолжительных переговоров французские организаторы всё же согласились вернуть два мужских забега в программу соревнований.
Новые проблемы начались в начале 1993 года. В январе от проведения Кубка мира отказался Сен-Жерве-ле-Бен и начался поиск нового места проведения турнира. Оно было определено к апрелю: главной ареной стал город Гап, а формат всё же был изменён. Теперь мужской забег остался один, а его профиль стал ежегодно меняться, по нечётным годам — «вверх-вниз», по чётным — «вверх». Общий зачёт среди мужчин и юниоров был отменён.
Соревнования приняла усадьба Шаранс, расположенная недалеко от Гапа. Круговая трасса была проложена в лесу на склонах окрестных Альпийских гор. Её рельеф способствовал быстрому бегу и высоким результатам.
Забеги прошли в тёплую и солнечную погоду, температура воздуха достигала +28 градусов. На старт вышли 208 бегунов (99 мужчин, 55 женщин и 54 юниора) из 23 стран мира. Каждая страна могла выставить до 6 человек в мужской забег и до 4 человек — в женский и юниорский. Сильнейшие в командном первенстве определялись по сумме мест четырёх лучших участников у мужчин и трёх лучших — у женщин и юниоров.
Юниорский забег прошёл с преимуществом легкоатлетов из Италии. На первой четверти дистанции Габриэле Де Нард и действующий чемпион Маурицио Джеметто создали отрыв, который их соперники ликвидировать не смогли.
Среди женщин борьбу за победу вели три победительницы Кубка мира разных лет: англичанка Кэрол Гринвуд (Хэй), француженка Изабель Гийо и Гудрун Пфлюгер из Австрии. Эти три бегуньи составили пьедестал, а победу у себя на родине одержала Гийо, ставшая первой трёхкратной чемпионкой в истории соревнований.
Мужской забег запомнился высоким уровнем конкуренции. На финише отрыв десятого места от первого составил чуть более одной минуты. Несмотря на то, что большую часть дистанции лидировал действующий чемпион Мартин Джонс из Англии, соперники постоянно держались вплотную за его спиной. На середине трассы лидерство с Джонсом делил ирландец Робин Брайсон, затем представитель Туманного Альбиона смог заработать преимущество в 30-40 метров, но на финишном отрезке его едва не опередил американец Дейв Данхэм, который прорвался на второе место с четвёртого, имел преимущество в скорости, но всё же проиграл в борьбе за золото пять секунд.

## Призёры
Курсивом выделены участники, чей результат не пошёл в зачёт команды.

### Мужчины
| Дисциплина                                   | Золото | Золото   | Серебро                                                                                              | Серебро | Бронза                                                                                              | Бронза   |
| -------------------------------------------- | --- | -------- | --- | ------- | --------------------------------------------------------------------------------------------------- | -------- |
| 10,942 км перепад высот: +790 м −790 м       | Мартин Джонс Англия | 51.43    | Дейв Данхэм США                                                                                      | 51.48   | Мишель Юмбер Франция                                                                                | 51.54    |
| 10,942 км (команды)                          | Италия · Константино Бертолла · Адриано Пеццоли · Антонио Молинари · Фабио Чапони · Джамбаттиста Лиццоли · Лучо Фрегона | 43 очка  | Франция · Мишель Юмбер · Сильвен Ришар · Эдди Вандевейвере · Эрик Лакруа · Жан-Поль Пайе · Анри Риво | 54 очка | Англия · Мартин Джонс · Крейг Робертс · Иен Холмс · Марк Кросдейл · Марк Робертс · Робин Бергстранд | 59 очков |
| Юниоры 7,094 км перепад высот: +395 м −395 м | Габриэле Де Нард Италия                                                                                                 | 32.26    | Маурицио Джеметто Италия                                                                             | 33.03   | Роман Скальский Чехия                                                                               | 33.14    |
| Юниоры 7,094 км (команды)                    | Италия · Габриэле Де Нард · Маурицио Джеметто · Вильям Депой · Морено Нучера                                            | 12 очков | Чехия · Роман Скальский · Ондржей Берен · Даниель Крейчар · Петр Вымазал                             | 33 очка | Уэльс · Колин Джонс · Тим Дэвис · Иен Пирс · Крейг Шеферд                                           | 36 очков |

### Женщины
| Дисциплина                            | Золото                                                                            | Золото   | Серебро                                                             | Серебро  | Бронза                                                                      | Бронза   |
| ------------------------------------- | --------------------------------------------------------------------------------- | -------- | ------------------------------------------------------------------- | -------- | --------------------------------------------------------------------------- | -------- |
| 7,094 км перепад высот: +395 м −395 м | Изабель Гийо Франция                                                              | 36.11    | Гудрун Пфлюгер Австрия                                              | 36.45    | Кэрол Гринвуд Англия                                                        | 37.27    |
| 7,094 км (команды)                    | Италия · Нивес Курти · Мария Грация Роберти · Валерия Кольпо · Антонелла Молинари | 17 очков | Англия · Кэрол Гринвуд · Сара Роуэлл · Джанет Кеньон · Катрин Дрейк | 26 очков | Франция · Изабель Гийо · Карин Барату · Эвелин Мюра · Мартина Бара-Жаверзак | 27 очков |

## Медальный зачёт
Медали завоевали представители 7 стран-участниц.
 Принимающая страна
| Место | Страна  | Золото | Серебро | Бронза | Всего |
| ----- | ------- | ------ | ------- | ------ | ----- |
| 1     | Италия  | 4      | 1       | 0      | 5     |
| 2     | Англия  | 1      | 1       | 2      | 4     |
| 2     | Франция | 1      | 1       | 2      | 4     |
| 4     | Чехия   | 0      | 1       | 1      | 2     |
| 5     | Австрия | 0      | 1       | 0      | 1     |
| 5     | США     | 0      | 1       | 0      | 1     |
| 7     | Уэльс   | 0      | 0       | 1      | 1     |
| Всего | Всего   | 6      | 6       | 6      | 18    |